# آمنة البلوشي
آمنة محمد خميس البلوشي سيدة إماراتية شغلت منصب رئيس جمعية الشرطة النسائية الإماراتية، اختيرت ضمن أفضل أربعة ضباط شرطة متميزين على مستوى العالم من قبل الرابطة الدولية لضباط الشرطة الأمريكية، نتيجة لجهودها وعملها في جمعية الشرطة النسائية الإماراتية منذ تأسيسها ونشر أهدافها وتنويع نشاطاتها في مجال العمل الشرطي والمجتمعي.

## الدراسة والحياة المهنية
حصلت آمنة البلوشي على درجة البكالوريوس في تخصص الإدارة العامة بتقدير جيد جداً من جامعة عجمان للعلوم والتكنولوجيا . و درجة الماجستير في إدارة الأعمال ضمن تخصص إدارة الموارد البشرية من الجامعة ذاتها، ونالت درجة الماجستير في إدارة الجودة الشاملة من جامعة ولونغ الأسترالية في دبي.
- نالت درجة الدبلوم في المبيعات والتسويق بتقدير امتياز من الجامعة الأمريكية في الشارقة، ودرجة الدبلوم في الأعمال التجارية بتقدير امتياز في كليات التقنية العليا، إلى جانب درجة الإنجاز في الأعمال التجارية. وتستعد لحصد درجة الدكتوراة من جامعة ويلز في بريطانيا، وتتمحور رسالتها حول العلاقة بين التحفيز والرضا الوظيفي للشرطة النسائية.
بدأت آمنة البلوشي مشوارها العملي في أحد البنوك الوطنية، ثم التحقت بدورة شرطية حصلت فيها على المركز الأول في المجموع العام وفي المواد الأكاديمية والقيادة انتسبت بعد ذلك إلى وزارة الداخلية وهنا انتسبت إلى وزارة الداخلية الإماراتية، ثم التحقت بقسم مكافحة المخدرات بشرطة رأس الخيمة، ثم انتقلت إلى قسم المالية ثم إلى الشرطة النسائية.

## الرابطة الدولية لضباط الشرطة الأمريكية
اختارت الرابطة الدولية لضباط الشرطة الأمريكية الرائد آمنة البلوشي، من القيادة العامة لشرطة أبوظبي ضمن أفضل أربعة ضباط شرطة متميزين على مستوى العالم، نتيجة لجهودها وعملها في جمعية الشرطة النسائية الإماراتية، وتعتبر هذه الرابطة من أقدم المنظمات الشرطية على مستوى العالم وتأسست في العام 1893 ،وتضم في عضويتها أكثر من 20 ألف عضو من 100 دولة .

## مسيرتها في الحياة الشرطية
التحقت آمنة البلوشي بقسم مكافحة المخدرات بشرطة رأس الخيمة، ثم انتقلت إلى قسم المالية ثم إلى الشرطة النسائية، وبعد هذه المسيرة انتقلت إلى شرطة أبوظبي فعملت في قسم الإستراتيجية، ومنه مديرة لفرع شؤون المالية في مديرية شرطة العاصمة أبو ظبي ثم رئيسة قسم الإعلام والعلاقات العامة بشرطة أبو ظبي.

## المناصب التي تشغلها
- رئيس جمعية الشرطة النسائية.[7]
- عضو مجلس إدارة الجمعية العالمية للشرطة النسائية.
- المدير الإقليمي للشرطة النسائية في منطقة الشرق الأوسط وشمال أفريقيا.[5][8]

## الجوائز
- حصلت آمنة البلوشي عام 2012 على جائزة أفضل ضابط شرطة من الجمعية العالمية للشرطة النسائية في كندا.[8]
- حصلت على درع التميز الذهبي من مجلس المراه العربية التابع لـ«المنظمة العربية للمسؤوليه الاجتماعيه»، تقديرا لتميزها في المسؤولية المجتمعيه، ونجاحها في نشر أهداف الجمعية وتنويع نشاطاتها في مجال العمل الشرطي وخدمة المجتمع.[9][10]
- نالت العديد من الجوائز وشهادات التقدير من العديد من الهيئات والمؤسسات المحلية والدولية [2]

## وصلات خارجية
- مقابلة رئيسة جمعية الشرطة النسائية آمنة البلوشي على قناة سما دبي.